# Josef Johansson
Josef Sedraïa Johansson, egentligen Josef Hassen Johansson, född 10 juni 1993 i Gunnareds församling, Göteborgs kommun, är en svensk sångare och låtskrivare. I början av karriären använde han namnet Josef Johansson, men valde senare att uppträda under namnet Josef Sedraïa.
Han flyttade tidigt till Vårby i Huddinge kommun i Stockholms län. Hans debutsingel "Baby Baby" släpptes våren 2013 på EMI, efter att han fått Peo Thyrén  som manager i augusti året innan. 2013 belönades han med Ted Gärdestadstipendiet. Under namnet Josef Johansson deltog han i den fjärde deltävlingen av Melodifestivalen 2014 med låten "Hela natten". Samma år nominerades han till en Rockbjörn i kategorin "Årets genombrott".
Johansson, som har rötter i Afghanistan, har sagt att han kände sig tvungen att byta namn till Johansson tidigt i karriären och att han när han gavs skivkontrakt fick höra att den afghanska bakgrunden inte behövde nämnas publikt. Efter de första framgångarna har han åter börjat använda efternamnet Sedraïa.